# Distretto di Düzce
Il distretto di Düzce (in turco Düzce ilçesi) è uno dei distretti della provincia di Düzce, in Turchia.